# Pages Passed from Hand to Hand
Pages Passed from Hand to Hand, the hidden tradition of homosexual literature in english from 1748 to 1914 é uma colectânea antológica de textos de literatura inglesa de temática homossexual, em que David Leavitt é co-editor com Mark Mitchell. Não tem tradução para português e foi publicado pela primeira vez em língua inglesa em 1998.
Trata-se de uma antologia elegante, co-editada pelo já reconhecido David Leavitt e pelo seu namorado Mark Mitchell, que perspectiva a literatura de temática homossexual em língua inglesa desde meados do século XVIII até ao princípio da 1ª Guerra Mundial, cobrindo um período em que apenas discutir a homossexualidade era perigoso (um crime e um pecado) e as poucas mas corajosas páginas publicadas só podiam "passar de mão em mão" não tendo lugar nem nas prateleiras mais esconsas das livrarias.
Algumas "descobertas" interessantes, como os excertos do explícito mas romântico Teleny, ou o reverso da medalha de autor anónimo mas suspeito de ter uma mãozinha de Oscar Wilde, o curto In Praise of Billy B, de Frederick Rolfe (Baron Corvo) ou Charles Kenneth Scott-Moncrieff, e algumas pequenas mas preciosas jóias, como as versões completas de A Marriage Below Zero por Alan Dale, a trágica história de um casal que se vai desenrolnado lentamente com a mulher não percebendo (ou confundindo) as paixões do seu marido por um certo Capitão mais velho, e I and My Chimney pelo mestre Herman Melville.
Alguma poesia excelente, por Lord Alfred Douglas (mesmo que apenas em citação por Patrick Weston em Desert Dreamers) que merece ser transcrita:
He said "My name is Love."
Then straight the first did turn himself to me
And cried, "He lieth, for his name is Shame,
But I am Love, and I was wont to be
Alone in this fair garden, till he came
Unasked by night; I am true Love, I fill
The hearts of boy and girl with mutual flame." com mútuas chamas
Then, sighing, said the other, "Have thy will,
I am the Love that dare not speak its name."

O que seria (em tradução "livre" para português):

Ele disse "O meu nome é Amor."
Logo o primeiro se voltou para mim
E gritou, "Ele mente, pois o seu nome é Vergonha,
Mas eu estava apaixonado, e habituado a estar
Sozinho neste belo jardim, até que ele chegou
Pela noite, indesejado; Eu é que sou o Amor verdadeiro, incendio
Os corações dos rapazes e das raparigas com mútuas chamas
Então, suspirando, disse o outro, "Seja como quiseres,
Eu sou o Amor que não se atreve a dizer o seu nome."